# Championnat du Cambodge de football 2025-2026
Navigation
Cambodian Premier League 2024-2025 Cambodian Premier League 2026-2027
La saison 2025-2026 de Cambodian Premier League est la 41e édition du Championnat du Cambodge de football qui se déroule du 9 août 2025 au 17 mai 2026. 
Le Preah Khan Reach FC est le tenant du titre après avoir remporté pour la 4e fois la compétition.

## Réglement
La Cambodian Premier League est composé de onze clubs qui s'affrontent tous lors de confrontations aller et retour dans un premier temps. Les six premiers s'affrontent à nouveau à deux reprise entre eux ainsi que les cinq derniers. Le champion est l'équipe qui obtient le plus grand nombre de points après les 30 journées de championnat. À la fin de la compétition, le champion et le vainqueur de la Hun Sen Cup se qualifient pour la Ligue des champions 2 2026-2027. Le champion représentera également son pays lors du Championnat ASEAN 2026-2027. A la suite de l'annulation de la Cambodian League 2, il n'y aura pas de promotion/relégation à l'issue du championnat.
Le classement est calculé avec le barème de points suivant : une victoire vaut trois points, le match nul un. La défaite ne rapporte aucun point.
À égalité de points, les critères de départage sont les suivants :
1. Plus grande différence de buts lors des confrontations directes.
2. Plus grande différence de buts ;
3. Plus grand nombre de buts marqués ;
4. Classement du fairplay.

## Participants
L'édition 2025-2026 est la 2e édition à onze équipes.
| Club                         | Ville         | Classement 2023-2024 | Stade                         | Capacité |
| ---------------------------- | ------------- | -------------------- | ----------------------------- | -------- |
| Preah Khan Reach FC          | Svay Rieng    | 1er                  | Stade Svay Rieng              | 4 000    |
| Phnom Penh Crown             | Phnom Penh    | 2e                   | Stade RSN                     | 5 010    |
| Visakha FC                   | Phnom Penh    | 3e                   | Stade du Prince               | 10 000   |
| Boeung Ket FC                | Phnom Penh    | 4e                   | Stade olympique de Phnom Penh | 35 000   |
| Nagaworld FC                 | Kampong Spoe  | 5e                   | Stade Kampong Spoe            | 3 000    |
| Angkor Tiger FC              | Siem Reap     | 6e                   | Stade Akihiro Kato            | 2 000    |
| ISI Dangkor Senchey          | Phnom Penh    | 7e                   | Stade AIA KMH PARK            | 3 000    |
| National Defense Ministry FC | Phnom Penh    | 8e                   | Stade Lambert                 | 10 000   |
| Kirivong Sok Sen Chey        | Takeo         | 9e                   | Stade Kirivong Sok Sen Chey   | 1 000    |
| Life FC                      | Sihanoukville | 10e                  | Stade Life                    | 3 000    |
| MOI Kompong Dewa FC          | Phnom Penh    | 11e                  | Stade AIA KMH PARK            | 3 000    |

Légende des couleurs
- Phase de groupe de la Challenge League 2025-2026 et Phase de groupe du Championnat ASEAN 2025-2026
- Tour préliminaire de la Challenge League 2025-2026

| \| Angkor Tiger FC Preah Khan Reach FC Nagaworld FC Kirivong Sok Sen Chey Phnom Penh MOI Kompong Dewa FC Life FC Phnom Penh Boeung Ket FC Phnom Penh Crown National Defense Ministry FC Visakha FC ISI Dangkor Senchey \| Localisation des clubs engagés dans le championnat. |
| Angkor Tiger FC Preah Khan Reach FC Nagaworld FC Kirivong Sok Sen Chey Phnom Penh MOI Kompong Dewa FC Life FC Phnom Penh Boeung Ket FC Phnom Penh Crown National Defense Ministry FC Visakha FC ISI Dangkor Senchey                                                           |

## Compétition

### Première Phase
| Rang | Équipe                       | Pts | J | G | N | P | Bp | Bc | Diff |
| ---- | ---------------------------- | --- | - | - | - | - | -- | -- | ---- |
| 1    | Preah Khan Reach FC T        | 6   | 2 | 2 | 0 | 0 | 6  | 0  | +6   |
| 2    | Boeung Ket FC                | 4   | 2 | 1 | 1 | 0 | 2  | 0  | +2   |
| 3    | National Defense Ministry FC | 4   | 2 | 1 | 1 | 0 | 3  | 2  | +1   |
| 4    | Angkor Tiger FC              | 3   | 2 | 1 | 0 | 1 | 6  | 6  | 0    |
| 5    | Visakha FC                   | 3   | 2 | 1 | 0 | 1 | 4  | 4  | 0    |
| 6    | MOI Kompong Dewa FC          | 3   | 2 | 1 | 0 | 1 | 7  | 8  | -1   |
| 7    | Kirivong Sok Sen Chey        | 3   | 2 | 1 | 0 | 1 | 4  | 5  | -1   |
| 8    | Phnom Penh Crown C           | 1   | 1 | 0 | 1 | 0 | 0  | 0  | 0    |
| 9    | Nagaworld FC                 | 1   | 2 | 0 | 1 | 1 | 1  | 4  | -3   |
| 10   | ISI Dangkor Senchey          | 0   | 1 | 0 | 0 | 1 | 1  | 2  | -1   |
| 11   | Life FC                      | 0   | 2 | 0 | 0 | 2 | 2  | 5  | -3   |

| Légende : Qualifications et relégations | Légende : Qualifications et relégations              |
| --------------------------------------- | ---------------------------------------------------- |
|                                         | Qualification pour la phase finale                   |
|                                         | T : Tenant du titre P : Promus de Cambodian League 2 |

### Deuxième phase
| Rang | Équipe | Pts | J | G | N | P | Bp | Bc | Diff |
| ---- | ------ | --- | - | - | - | - | -- | -- | ---- |
| 1    |        | 0   | 0 | 0 | 0 | 0 | 0  | 0  | 0    |
| 2    |        | 0   | 0 | 0 | 0 | 0 | 0  | 0  | 0    |
| 3    |        | 0   | 0 | 0 | 0 | 0 | 0  | 0  | 0    |
| 4    |        | 0   | 0 | 0 | 0 | 0 | 0  | 0  | 0    |
| 5    |        | 0   | 0 | 0 | 0 | 0 | 0  | 0  | 0    |
| 6    |        | 0   | 0 | 0 | 0 | 0 | 0  | 0  | 0    |

| Légende : Qualifications et relégations | Légende : Qualifications et relégations                       |
| --------------------------------------- | ------------------------------------------------------------- |
|                                         | Phase de groupe de la Ligue des champions 2 2026-2027         |
|                                         | Tour préliminaire de la Ligue des champions 2 2026-2027       |
|                                         | T : Tenant du titre C : Vainqueur de la Hun Sen Cup 2025-2026 |

| \| Rang \| Équipe \| Pts \| J \| G \| N \| P \| Bp \| Bc \| Diff \| \| ---- \| ------ \| --- \| - \| - \| - \| - \| -- \| -- \| ---- \| \| 7 \| \| 0 \| 0 \| 0 \| 0 \| 0 \| 0 \| 0 \| 0 \| \| 8 \| \| 0 \| 0 \| 0 \| 0 \| 0 \| 0 \| 0 \| 0 \| \| 9 \| \| 0 \| 0 \| 0 \| 0 \| 0 \| 0 \| 0 \| 0 \| \| 10 \| \| 0 \| 0 \| 0 \| 0 \| 0 \| 0 \| 0 \| 0 \| \| 11 \| \| 0 \| 0 \| 0 \| 0 \| 0 \| 0 \| 0 \| 0 \| |        |     |   |   |   |   |    |    |      |
| Rang | Équipe | Pts | J | G | N | P | Bp | Bc | Diff |
| 7 |        | 0   | 0 | 0 | 0 | 0 | 0  | 0  | 0    |
| 8 |        | 0   | 0 | 0 | 0 | 0 | 0  | 0  | 0    |
| 9 |        | 0   | 0 | 0 | 0 | 0 | 0  | 0  | 0    |
| 10 |        | 0   | 0 | 0 | 0 | 0 | 0  | 0  | 0    |
| 11 |        | 0   | 0 | 0 | 0 | 0 | 0  | 0  | 0    |

## Bilan de la saison
| Championnat du Cambodge de football 2025-2026 |
| Champion                                      |
| Qualifications continentales                  |
| Ligue des champions 2                         |
| Championnat ASEAN                             |